# Église Saint-Germain d'Orly
L'église Saint-Germain est une église paroissiale située dans la commune d'Orly.
L'église est attestée comme possession des chanoines de Notre-Dame de Paris en 985. Elle est reconstruite au XIIe siècle.

## Historique

### Siège de Paris par les Anglais en 1360
Pendant la guerre de Cent Ans, alors que le roi d'Angleterre Édouard III avait massé son armée entre Arpajon et Montlhéry, les habitants d'Orly décidèrent de s'opposer à son passage et fortifièrent la tour-clocher où environ 200 d'entre eux se retranchèrent, avec des armes et des munitions. Le Vendredi Saint, les Anglais vinrent les assiéger et vinrent à bout de la résistance des villageois. Une centaine furent tués, les autres faits prisonniers ou s'étant enfuis. La tour fut alors lourdement mutilée.

### Époque moderne
En 1793, le culte catholique fut supprimé à Orly comme partout : le curé, Claude Monsaldy, fut incarcéré, et prit à témoin la municipalité pour éviter la guillotine. L'église, consacrée à la déesse Raison, servait alors de lieu de réunion pour le Conseil général de la commune. 
Vers 1821, l'architecte A. Chatillon consolide le chœur en mauvais état.